# Nowa Wieś Kościelna (Nakły)
Nowa Wieś Kościelna – nieistniejący przystanek osobowy w Żebrach-Chudku na linii kolejowej nr 35, w województwie mazowieckim, w Polsce. Został otwarty w dniu 1 września 1915 roku w związku z budową odcinka Ostrołęka – Wielbark, ale regularny ruch pasażerski przystanek podjął w dniu 1 czerwca 1917 roku.
Do 1947 roku przystanek nosił nazwę Nakły, po czym zmieniono nazwę na Nowa Wieś Kościelna z którą funkcjonował do czasu likwidacji w 1948 roku. Obsługę pasażerów przejął nowy przystanek o tej samej nazwie.